# Kościół Niepokalanego Serca Maryi w Gniewoszowie
Kościół Niepokalanego Serca Maryi w Gniewoszowie – rzymskokatolicki kościół parafialny należący do dekanatu czarnoleskiego diecezji radomskiej.

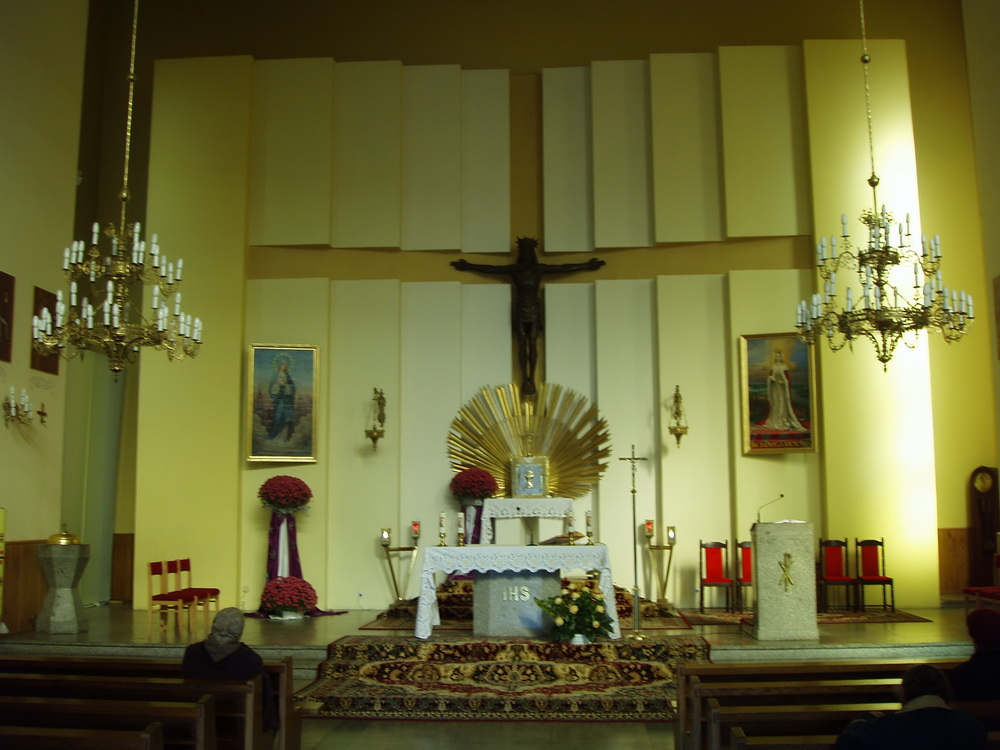
Wnętrze świątyni

Świątynia została zbudowana w latach 1973-1975 według projektu architektów Henryka Dąbrowskiego, Arkadiusza Reszetki i Zbigniewa Rzeźniaka. Budowa polegała faktycznie na obudowaniu starej kaplicy, poświęconej w dniu 7 listopada 1943 roku przez księdza Piotra Bitnego-Szlachty. Władze komunistyczne nie zgodziły się bowiem na wybudowanie trwałego kościoła, tylko na remont starego budynku. Oficjalnie budowa była przedstawiana jako "kapitalny remont, przebudowa". Po zbudowaniu nowego kościoła, kaplica mieszcząca się wewnątrz została rozebrana w dniach 11-13 sierpnia 1975 roku. W dniu 15 lipca 1979 roku budowla została konsekrowana przez biskupa Piotra Gołębiowskiego. Jest to kościół halowy, murowany wzniesiony z czerwonej cegły.